# Jom ha-Zikkaron
Jom ha-Zikkaron (hebr. יום הזיכרון; właśc. Dzień Pamięci Poległych Żołnierzy Izraelskich i Ofiar Terroryzmu, hebr. יום הזיכרון לחללי מערכות ישראל ולנפגעי פעולות האיבה, Jom ha-Zikkaron la-Chalalej Ma'archot Jisra’el u-le-Nifge'ej Pe'ulot ha-Ewa) – izraelskie święto państwowe obchodzone od 1963 roku ku pamięci żołnierzy poległych za Izrael każdego roku 4 dnia miesiąca ijar. W 2023 roku dzień ten wypada 24 kwietnia. Państwowe uroczystości odbywają się na Wzgórzu Herzla.

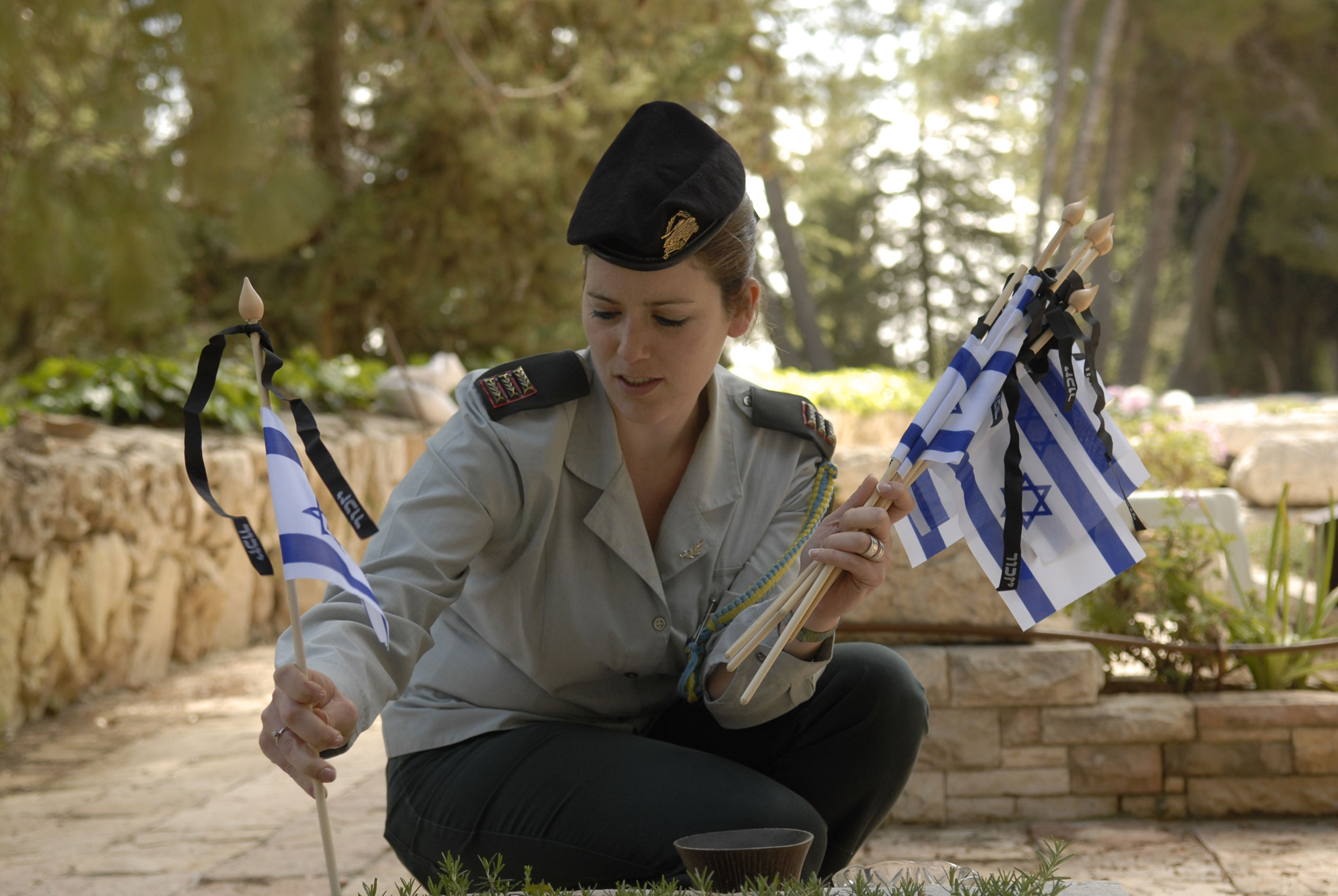
Żołnierka armii izraelskiej umieszcza na grobach poległych flagę przepasaną kirem

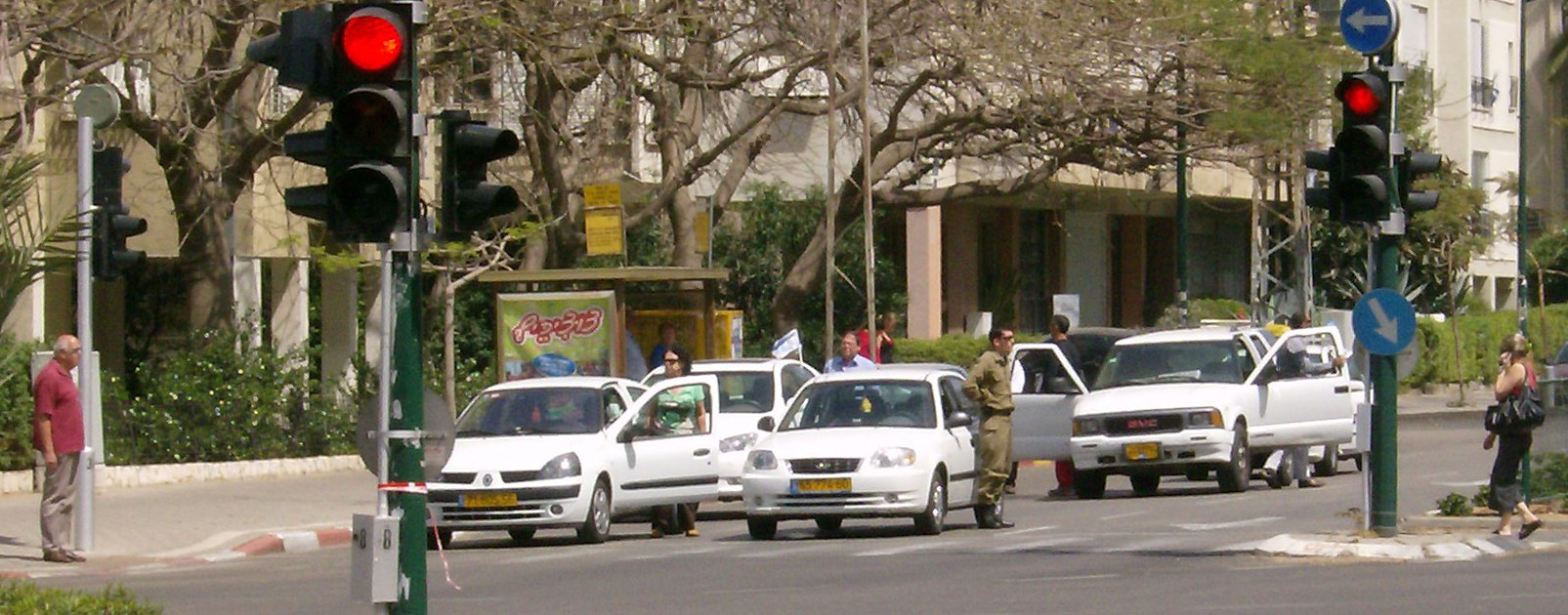
Ludzie wysiadający z samochodów podczas syren rozpoczynających święto (Tel Awiw 2007)

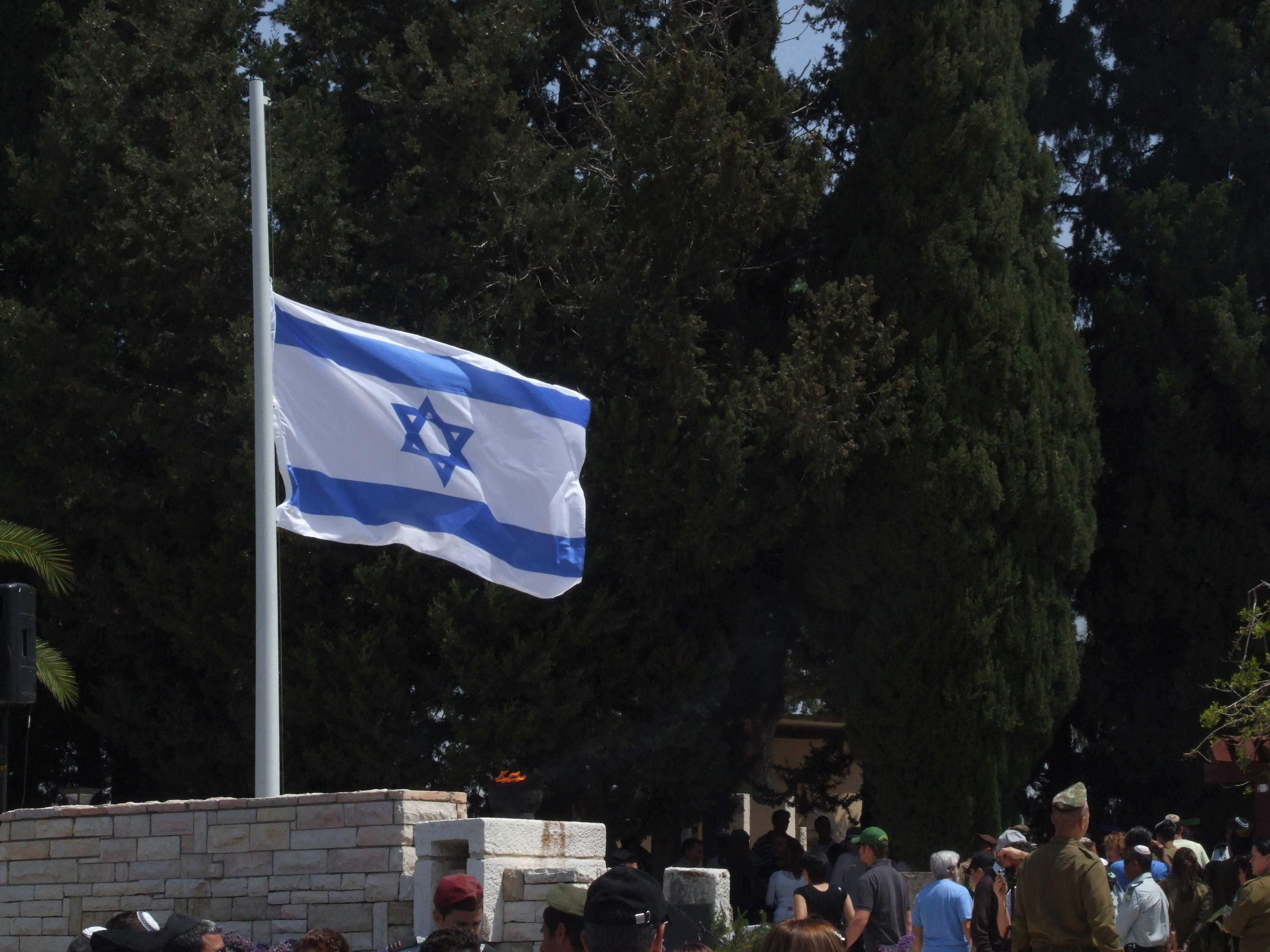
Opuszczona do połowy masztu flaga izraelska

Rozpoczęcie święta sygnalizuje wycie syren, po którym następują dwie minuty ciszy, na czas których ludzie będący w trasie zatrzymują swoje samochody i wysiadają z nich. W dzień święta zamknięte są wszelkie obiekty rozrywkowe, a nadawcy radiowi i telewizyjni przygotowują specjalne ramówki. Flaga państwowa jest tego dnia opuszczana do połowy i przepasana kirem.
W 1980 roku Izrael wycofał się z udziału w Konkursie Piosenki Eurowizji, który miał pierwotnie organizować (z czego zrezygnował z powodu kosztów), ponieważ odbywał się on w dzień święta. Ta sama sytuacja powtórzyła się cztery lata później. W ostatnich latach zdarzają się także sytuacje, iż data jednego z półfinałów konkursu koliduje z wydarzeniem, wówczas Izrael jest automatycznie przydzielany do drugiego półfinału, podczas gdy inne państwa są losowane; miało to miejsce np. w 2011 i 2016 roku, kiedy drugi półfinał wypadł w dzień niepodległości Izraela. Ponadto, w 2010 roku, prezydent Izraela Szimon Peres nie przyleciał na pogrzeb Lecha i Marii Kaczyńskich, ponieważ przypadał on w Jom ha-Zikkaron, a w wyniku erupcji wulkanu na Islandii nie zdążyłby wrócić przed rozpoczęciem obchodów.